# Duitse militaire begraafplaats in Wickrath
De Duitse militaire begraafplaats in Wickrath is een militaire begraafplaats in Noordrijn-Westfalen, Duitsland. Op de begraafplaats liggen 318 omgekomen Duitse militairen uit de Tweede Wereldoorlog. Wickrath is een Stadtbezirk van Mönchengladbach.